# فرصة أخيرة
فرصة أخيرة مسلسل درامي، مأخوذ عن المسلسل الهندي (فرصة ثانية). من تأليف فهد مرعي، وإخراج فهد ميري، وإنتاج 2018. يعتبر من الأعمال المشتركة التي تم تصويرها في دمشق وريفها، ويتكون من 66 حلقة.

## قصة المسلسل
تدور أحداث المسلسل حول قصة حب بين حازم (محمد الاحمد) ونايا (دارين حمزة) لكل منهما ولد من زواج سابق وتزوجا بهدف الاعتناء بأبنائهما ولأسباب يفرضها عليهم الواقع، لتتطور العلاقة بينهما إلى حب.

## الممثلون
- محمد الأحمد
- دارين حمزة
- أسعد فضة.
- فاديا خطاب.
- جيني إسبر.
- معتصم النهار.
- أماني الحكيم.
- عبير شمس الدين.
- يزن السيد.
- رضوان عقيلي.
- ضحى الدبس.
- علي صطوف.
- عبير شمس الدين.
- يزن السيد.
- بيير داغر.
- غادة بشور.
- أنطوانيت نجيب.
- نادين قدور.
- مروة الأطرش.
- خلود عيسى.
- فاتن شاهين.
- ريم عبد العزيز.

بالإضافة إلى عدد من الممثلين.